# 海綿寶寶：奔跑吧
是一部2020年美國動畫喜劇電影，由蒂姆·希爾執導，並與喬納森·艾伯爾與格倫·伯傑和麥可·克凡美共同撰寫劇本。本片為「海綿寶寶系列電影」的第三部作品，同時是2015年電影《海綿寶寶：海陸大出擊》 的續集。主要配音員包括湯姆·肯尼、比爾·法格巴克、克蘭西·布朗、勞倫斯先生、羅傑·邦帕斯和卡羅琳·勞倫斯。
《海綿寶寶：奔跑吧》由派拉蒙影業定於2020年8月14日在加拿大院线上映，而海外发行商Netflix则定于2020年11月5日于自家流媒体上线，之后在2021年于CBS通路全開上线。

## 劇情
海绵宝宝心爱的宠物小蜗突然被人绑架到大西洋城，於是海绵宝宝和派大星決定一起前往失落的大西洋城展开营救。在这场充满危险又妙趣横生的营救行动中，海绵宝宝和他的朋友们要用实际行动证明友情的力量无限大！

## 角色

### 原作角色
- 海綿寶寶：本作主角，是一塊海綿，個性開朗又天真無邪，喜歡自己在蟹堡王的工作，並且飼養一隻叫做小蝸的蝸牛。
- 小蝸：小時候參加童軍營時，偶然遇見海綿寶寶而因此一拍即合。
- 派大星：海綿寶寶的好朋友，個性耿直而無憂無慮，有時也會替海綿寶寶帶來麻煩。
- 蟹老闆：蟹堡王的老闆，餐廳的招牌是美味蟹堡，個性貪財小氣。
- 皮老闆：海之霸的老闆，個性邪惡，並且亟欲竊取蟹老闆手中的美味蟹堡秘方。
- 章魚哥：蟹堡王的員工，也是海綿寶寶的同事，個性自戀又有些憤世嫉俗，喜歡吹奏薩克斯風。小時候與海綿寶寶參加同一個童軍營活動，雖然想用豎笛演奏取得冠軍，但成果卻是慘不忍睹，但海綿寶寶跑去找章魚哥並說了善意的謊言，還將他拿到的冠軍讓給了章魚哥。
- 珊迪：從陸地來到比奇堡的松鼠，是名科學家，並且在比奇堡進行研究工作，是奧圖的發明人。小時候就從陸地來到比奇堡參加童軍營，並巧遇到海綿寶寶，還在他的支持下而決定要成為科學家。
- 凱倫：皮老闆的電腦老婆，有時候會吐嘈皮老闆的陰謀詭計。
- 泡芙阿姨：比奇堡駕訓班的女教練，經常被準備考駕照的海綿寶寶搞得人仰馬翻。
- 珍珍：蟹老闆的女兒，是頭鯨魚。

### 新角色
- 智者/基哥：海綿寶寶以及派大星在荒野小鎮中遇到的風滾草，除了向他們傳達接下來要面對的挑戰外，還陪伴他們上路一起前去拯救小蝸並且會給予許多建言。
- 奧圖/炒炒：珊迪發明的機器人，可以冷酷無情地說要炒掉員工，本來要被用在蟹堡王中工作，但因為一直與蟹老闆唱反調而被他丟棄，但反而被皮老闆還有凱倫撿回去。之後在皮老闆為了順利奪取蟹堡秘方的刻意設計下，讓他與海綿寶寶以及派大星一起上路去拯救小蝸。
- 大魔神/火爆魔頭：荒野小鎮的殭屍首領，個性火爆，本來要訊問無故闖進來的海綿寶寶以及派大星，卻被他們意外用陽光消滅並進而解放了他手下的所有殭屍。
- 波賽頓/海神王：統治大西洋城的暴君，個性自大又自戀，還非常在意自己的外貌。由於自己敷臉美容用的蝸牛都被他用光，因此對外宣稱要用豐厚獎勵換取新的美容蝸牛，也因此讓小蝸遭到綁架並成為他專用的美容蝸牛。

#### 配音員
| 角色            | 配音             | 配音                                                                | 配音                  | 配音                  | 配音 |
| 角色            | 美國             | 台灣                                                                | 香港                  | 中国大陆              |      |
| --------------- | ---------------- | ------------------------------------------------------------------- | --------------------- | --------------------- | ---- |
| 海綿寶寶        | 湯姆·肯尼        | 魏伯勤 詹少輔（童年）                                               | 郭俊廷 童文（童年）   | 陈浩 王沄晨（童年）   |      |
| 小蝸            | 湯姆·肯尼        | 劉如蘋                                                              | 李震權                |                       |      |
| 派大星          | 比爾·法格巴克    | 符爽 梁博堯（童年）                                                 | 巫哲棋 溫子輝（童年） | 图特哈蒙 童景（童年） |      |
| 蟹老闆          | 克蘭西·布朗      | 宋克軍                                                              | 陳德                  | 张遥函                |      |
| 皮老板          | 勞倫斯先生       | 于正昇                                                              | 陳偉權                | 贾小军                |      |
| 章魚哥          | 羅傑·邦帕斯      | 曹冀魯 李少甫（童年）                                               | 李家輝 蘇笙（童年）   | 谭力 张宸睿（童年）   |      |
| 珊迪            | 卡羅琳·勞倫斯    | 楊凱凱 吳雨家（童年）                                               | 莊巧兒 廖苒君（童年） | 张璐 白颜汐（童年）   |      |
| 凱倫            | 吉兒·泰利        | 劉如蘋                                                              | 吳小藝                | 栾天光                |      |
| 泡芙阿姨        | 瑪麗·喬·卡特利特 | 魏晶琦                                                              | 吳小藝                |                       |      |
| 珍珍            | 蘿莉·艾倫        | 楊凱凱                                                              |                       |                       |      |
| 智者/基哥       | 基努·李維        | 張騰                                                                | 蘇強文                | 吴凌云                |      |
| 奧圖/炒炒       | 奧卡菲娜         | 魏晶琦                                                              | 吳羨婷                |                       |      |
| 大魔神/火爆魔頭 | 丹尼·崔喬        | 李英立                                                              | 陳永信                | 赵铭洲                |      |
| 賭徒            | 史努比狗狗       | 黃天佑                                                              | 黎家希                | 张云明                |      |
| 儀式主持人      | 蒂芬妮·哈戴許    | 馮美麗                                                              | 曾佩儀                |                       |      |
| 波賽頓/海神王   | 麥特·貝瑞        | 孫誠                                                                | 招世亮                | 杨默                  |      |
|                 |                  | 吳瀅妃 沈庭均 馮瀚亭 陳凌雲 陳彥鈞 胡鎮璽 李珮嘉 尹仲敏 孫瑋駿 謝寧 | 蕭徽勇 馮錦堂 李潤知  |                       |      |

## 製作

### 發展
2017年3月28日，雅虎電影在其推特帳號上發布，該片片名為《The SpongeBob Movie》，上映日期延至2019年8月2日 。同年12月17日，派拉蒙再度延遲至2020年7月31日上映。2018年4月，公佈電影的官方名稱為《The SpongeBob Movie 3: It’s a Wonderful Sponge》，並由前《海綿寶寶》編劇蒂姆·希爾執導電影。原配音員湯姆·肯尼、比爾·法格巴克、克蘭西·布朗、勞倫斯先生、羅傑·邦帕斯、卡羅琳·勞倫斯、吉兒·泰利、瑪麗·喬·卡特利特和蘿莉·艾倫有望回歸聲演自己的角色。派拉蒙總裁米瑞爾·索利亞在意大利的VIEW會議上揭露電影的劇情。漢斯·季默也被宣佈為電影的作曲家。
2019年11月，片名的副標題已從《It's a Wonderful Sponge》改為《Sponge on the Run》。

### 拍攝
主要製作在2019年1月22日開始。

## 發行
《海綿寶寶：奔跑吧》原定於2020年5月22日由派拉蒙影業發行。2020年4月，派拉蒙影業宣布，由于受2019冠状病毒病疫情影響，電影將延至2020年8月7日在美國上映。2020年6月20日，派拉蒙放棄該片的院線上映，改於2021年在CBS通路全開上發行，而加拿大则于2020年8月14日在电影院上映。2020年7月，Netflix买下该片除美国、加拿大、中国大陆的发行权，并于2020年11月5日上线Netflix，中国大陆于2020年11月6日在爱奇艺超级影院首播。

## 迴響

### 評價
爛番茄根據73條評論，本片得到新鮮度67%，均分6.1／10，觀眾的好評度49%，均分3.2／5。在Metacritic上根據20條評論而獲得65分。

## 外部連結
- 互联网电影数据库（IMDb）上《海綿寶寶：奔跑吧》的资料（英文）
- Box Office Mojo上《海綿寶寶：奔跑吧》的資料（英文）
- 爛番茄上《海綿寶寶：奔跑吧》的資料（英文）
- AllMovie上《海綿寶寶：奔跑吧》的资料（英文）
- Metacritic上《海綿寶寶：奔跑吧》的資料（英文）
- 開眼電影網上《海綿寶寶：奔跑吧》的資料（繁體中文）
- Yahoo奇摩電影上《海綿寶寶：奔跑吧》的資料（繁體中文）
- 雅虎香港電影上《海綿寶寶：奔跑吧》的資料（繁體中文）
- 时光网上《海綿寶寶：奔跑吧》的資料（简体中文）
- 豆瓣电影上《海綿寶寶：奔跑吧》的資料 （简体中文）